# Langues qianguiques
Les langues qianguiques constituent un sous-groupe de langues de la famille tibéto-birmane parlées en Chine, principalement sur le plateau de Qinghai (au Nord-Est du plateau Tibétain), certains xian de la préfecture autonome tibétaine et qiang d'Aba et de la ville-préfecture de Mianyang, tous deux situés au Nord-Ouest de la province du Sichuan, en République populaire de Chine et la province du Yunnan.

## Classification interne
Les quinze langues qianguiques sont, dans la classification de G. Jacques et A. Michaud (2011) :
- muya
- groupe des langues pumi 
  - pumi méridional
  - pumi septentrional
- groupe des langues qiang
  - qiang du Nord
  - qiang du Sud
- queyu (choyo)
- groupe des langues rgyalrongiques 
  - groupe des langues rGyalrong stricto sensu
    - groupe des langues jiarong 
      - japhug
      - tshobdun
      - zbu

    - situ

  - groupe des langues horpa-shangzhai 
    - horpa
    - shangzhai (stodsde)

  - lavrung (khroskyabs)
- tangoute
- zhaba